# Hariana (Panjab)
Hariana és una ciutat i municipalitat del districte d'Hoshiarpur, al Panjab, Índia. Porta el nom pel guru Hari Sen i està situada a 31° 38′ N, 75° 50′ E / 31.64°N,75.84°E a 15 km d'Hoshiarpur. Al cens del 2001 consta amb una població de 7.813 habitants; la població anterior era el 1868 de 7.745 persones, el 1881 de 6.472 i el 1901 de 6.005. Del 1846 al 1860 fou capital de tehsil. La municipalitat es va crear el 1867.